# Christian Weißenberger
Christian Weißenberger (* 31. August 1965, in Waldshut) ist ein deutscher Arzt, der sich auf die Fachbereiche Strahlentherapie und Radioonkologie spezialisiert hat.

## Leben und Wirken
Weißenberger wuchs in Klettgau auf und legte sein Abitur 1985 am Klettgau-Gymnasium Tiengen ab. Anschließend studierte er von 1988 bis 1994 Humanmedizin an der Albert-Ludwigs-Universität Freiburg und wurde zum Thema „Multidrug-Resistance (MDR und π-GST) in soliden humanen Tumoren“ promoviert. Ab 1995 war er Arzt im Praktikum in der Abteilung Psychosomatische und Psychotherapeutische Medizin der Psychiatrischen Universitätsklinik Freiburg. Von 1996 bis 2003 arbeitete Weißenberger als Assistenzarzt an der Klinik für Strahlenheilkunde des Universitätsklinikums Freiburg und machte im Anschluss daran seinen Facharzt für Strahlentherapie/Radioonkologie. Er übernahm eine Tätigkeit als Oberarzt und habilitierte sich im Jahr 2006 an der Universität Freiburg. Von 2007 bis 2008 war er Facharzt- und Oberarzt an der Universitätsklinik Heidelberg, von 2008 bis 2012 Oberarzt an der Universitätsklinik Tübingen.
In Freiburg im Breisgau betreibt er seit 2012 das Zentrum für Strahlentherapie Freiburg, dessen Leistungsspektrum Strahlentherapie bei Tumor-Erkrankungen sowie bei chronischen, entzündlichen und degenerativen Erkrankungen umfasst. Als Strahlen-Experte trat er in Magazinen und Zeitschriften wie unter anderem Die Welt, Freizeit Spass, Neue Post und Ok! Magazin in Erscheinung. Hierbei wurden unter anderem Interviews von ihm im Zusammenhang mit unterschiedlichen Krebs-Arten und Thematiken veröffentlicht.
Weißenberger veranstaltet einmal jährlich den Lauf „Freiburg Health Race“, um auf die Bedeutung von Sport bei der Krebs-Prävention aufmerksam zu machen. Unterstützt wurde das Sport-Event 2016 von Thorsten Nindel, Patrick G. Boll und Benjamin Köhler.
2016 wurde Weißenberger vom Portal „Leading Medicine Guide“ als ausgesuchter Experte im Fachbereich Strahlentherapie und Radioonkologie aufgenommen.

## Veröffentlichungen (Auswahl)
- mit J. Beranek-Chiu, S. Jonassen, D. Müller, G. Witucki: Analysis of cancer-related web sites. 2005.
- mit Michael Geißler, Florian Otto, Annette Barke, Karl Henne, Georg von Plehn, Alex Rein, Christine Müller, Michael Henke: Adjuvant radiochemotherapy of stage II and III rectal adenocarcinoma: The Freiburg Experience (1989–2002). 2005.
- mit J. Lutterbach, K. Hitzer, A. Helmes: On past practices and future directions of informed consent in (radiation) oncology. In: Strahlenther.Onkol. Band 180, Nr. 8, 2004, S. 469–477.
- mit S. Jonassen, J. Beranek-Chiu, M. Neumann, D. Muller, S. Bartelt, S. Schulz, J. S. Monting, K. Henne, G. Gitsch, G. Witucki: Breast cancer: patient information needs reflected in English and German web sites. In: Br.J Cancer. Band 91, Nr. 8, 2004, S. 1482–1487.
- mit S. Bartelt, F. Momm, J. Lutterbach: Patients with brain metastases from gastrointestinal tract cancer treated with whole brain radiation therapy: Prognostic factors and survival. In: World J Gastroenterol. Band 10, Nr. 22, 2004, S. 3345–3348.
- mit F. Pajonk, G. Witucki, M. Henke: Vitiligo at the sites of irradiation in a patient with Hodgkin's disease. In: Strahlenther.Onkol. Band 178, Nr. 3, 2002, S. 159–162.
- mit C. Auw-Haedrich, N. Boehm: Signet ring carcinoma of the eccrine sweat gland in the eyelid, treated by radiotherapy alone. In: Br.J Ophthalmol. Band 85, Nr. 1, 2001, S. 112–113.